# Cidade-estado

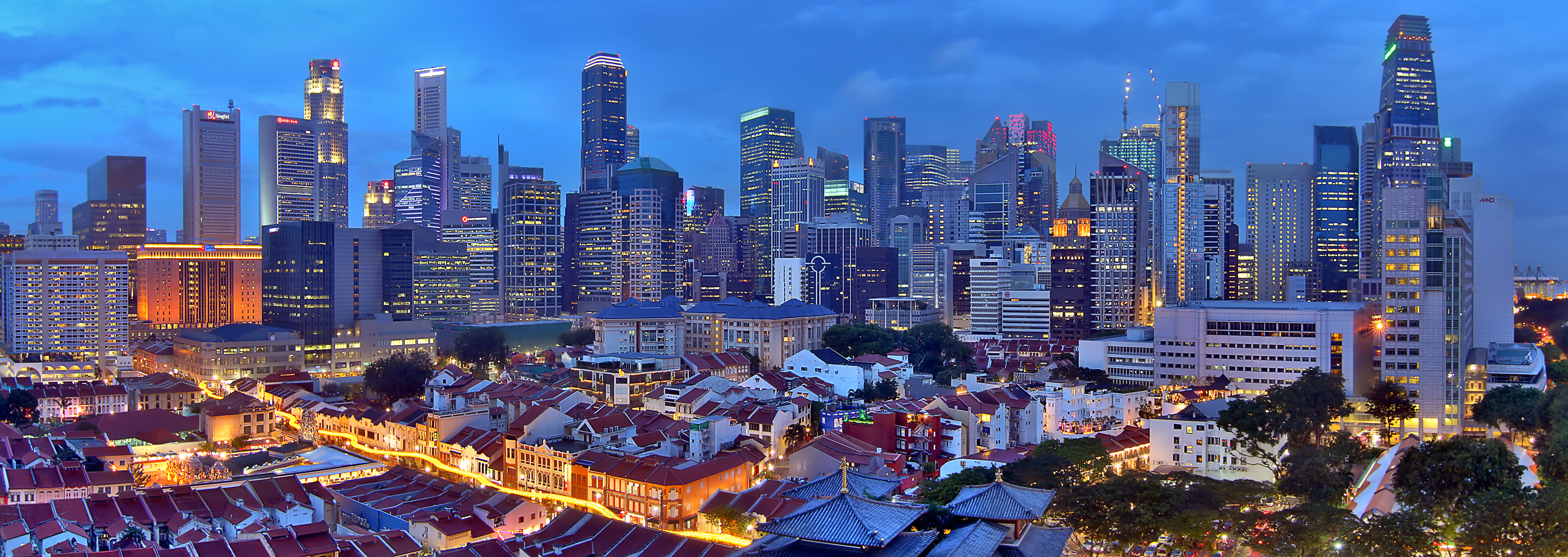
Singapura, uma das mais importantes cidades-estado da atualidade, é também um dos maiores centros financeiros do mundo

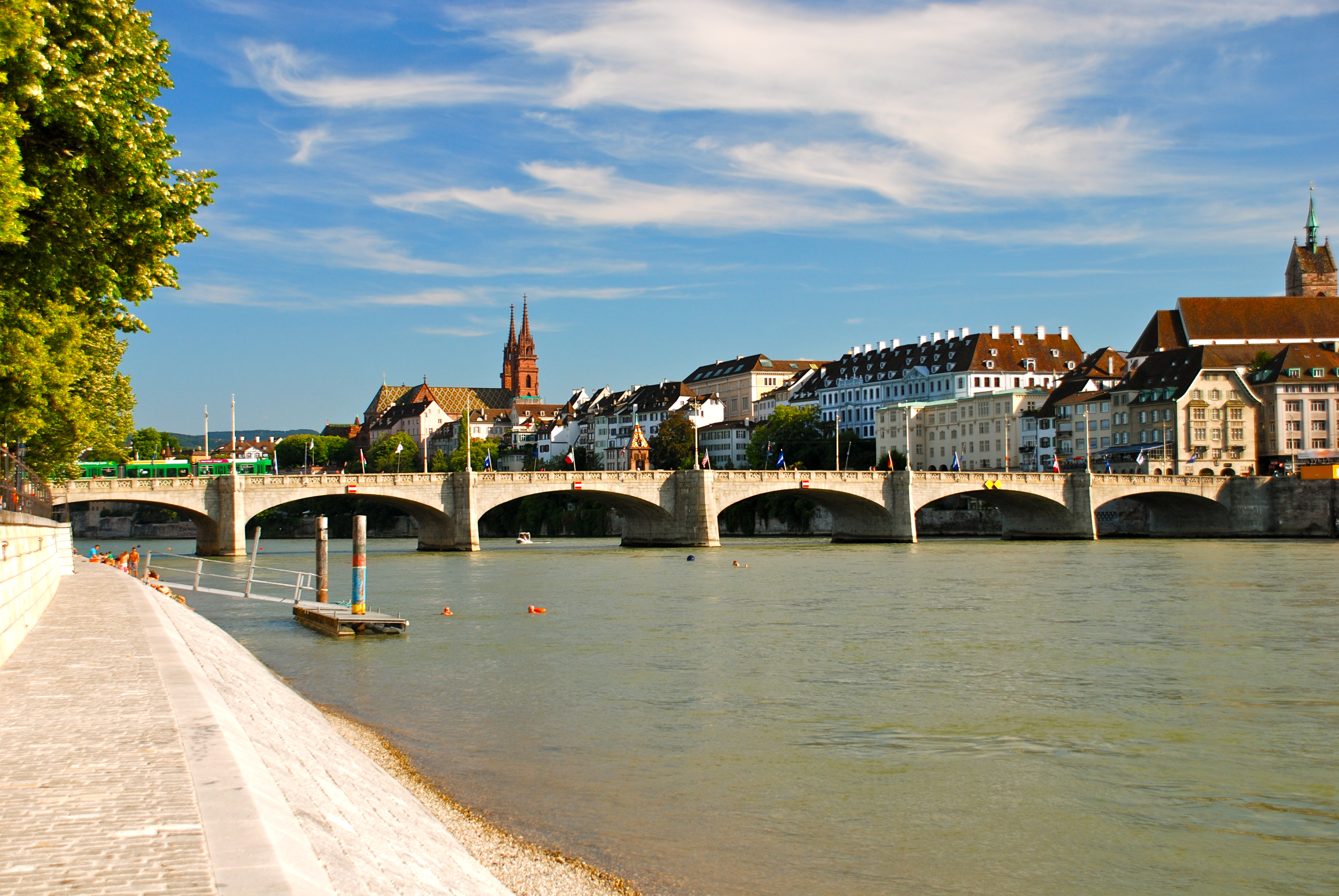
A cidade de Basileia, na Suíça, pode ser descrita como uma das antigas cidades-estado da Europa

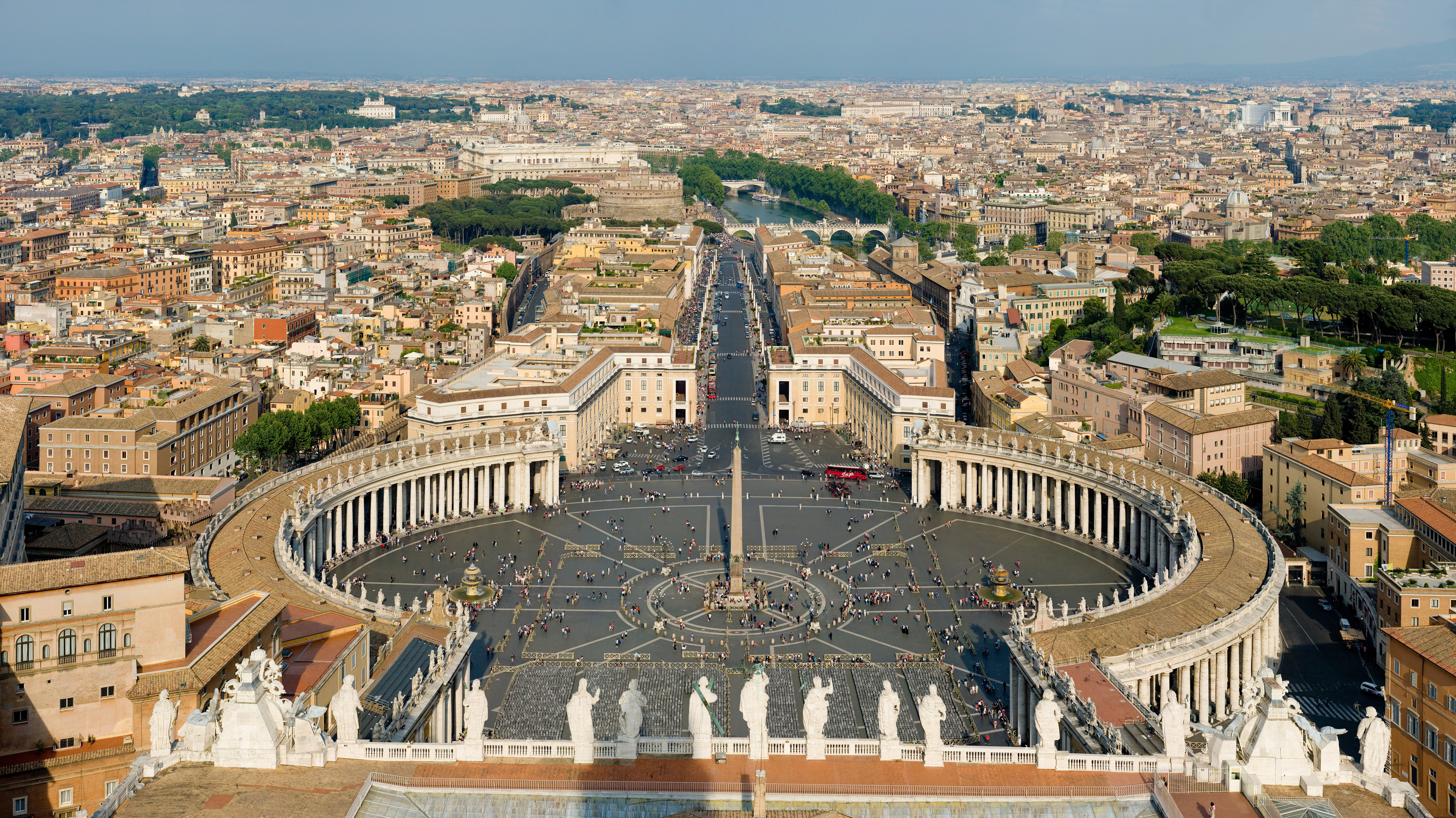
Vaticano, vista da Praça de São Pedro do topo da cúpula da Basílica de São Pedro

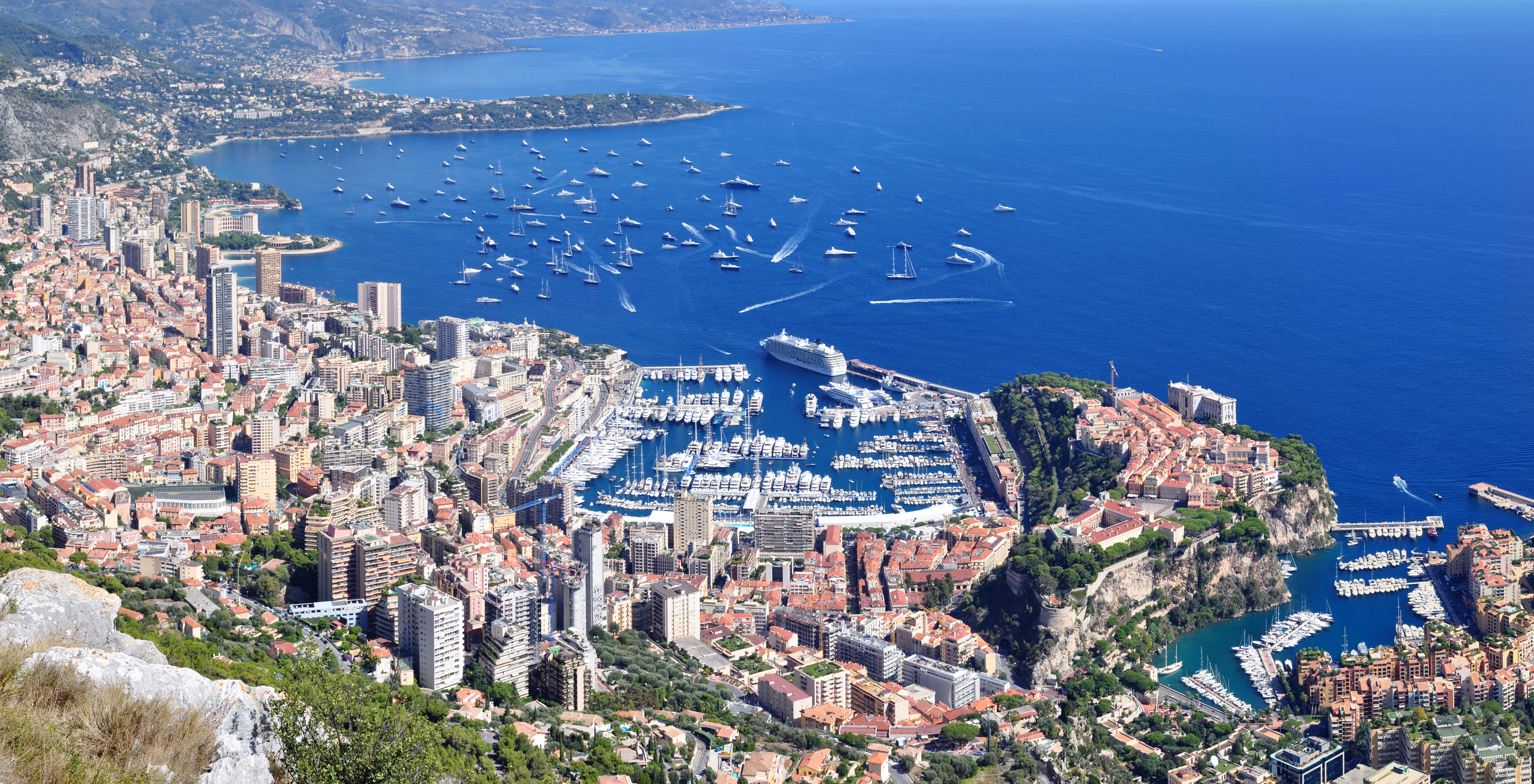
Mónaco

Uma cidade-estado ou cidade-Estado (plural: cidades-estado ou cidades-estados) é uma cidade independente, com governo próprio e autônomo, sendo comum, esta denominação, na Antiguidade, principalmente na Grécia Antiga, tais como Tebas, Atenas e Esparta. Mais tarde as cidades-estado e suas ligas, também vieram a fazer um papel importante na península Itálica. Por exemplo, as repúblicas de Gênova, Pisa, Florença, Amalfi e, a mais famosa de todas, Veneza. O mesmo ocorreu na Alemanha, como a Liga Hanseática medieval ('Hansa' é um termo do alemão antigo que significa 'Liga'). Na Alemanha moderna existem três cidades que muitas vezes podem ser classificadas erroneamente de cidades-estado: Hamburgo, Berlim e Brema, que apesar de não pertencerem a nenhuma província ou subdivisão do país (tendo status político ao mesmo nível destas), ainda estão sob o poder da República Federal da Alemanha, isto é, não são independentes, como uma cidade que é corretamente tida como "cidade-estado" deve ser (como é o caso de Singapura). 
Atualmente, o termo cidade-estado também é, às vezes, empregado para designar cidades que se transformaram em minúsculos países, como Vaticano e Mônaco, politicamente autossuficientes.
Singapura, na Ásia, conhecida internacionalmente como um dos Quatro Tigres do Oriente, uma referência a sua robusta economia, também é uma cidade-estado. Ainda na Ásia, Honcongue e Macau também são consideradas cidades-estado por serem consideradas Regiões Administrativas Independentes dentro da China; 
No norte da África, Tânger foi uma cidade-estado por algum tempo no século passado. Quando a França e a Espanha dividiram o Sultanato de Marrocos em zonas administrativas de acordo com o Tratado de Fez de 1912, Tânger recebeu um status especial. A Convenção de 1923 transformou o status de Tânger em uma "cidade internacional", governada por uma assembleia legislativa de vinte e seis representantes estrangeiros, oriundos do Reino Unido, França, Espanha, Portugal, Itália, Bélgica, Países Baixos, Suécia e Estados Unidos. O poder executivo ficou sob o manto do Comitê de Controle, composto de representantes consulares dos países signatários. O poder do judiciário era administrado por cortes de juízes da paz da Bélgica, França, Espanha e Reino Unido. Árabes e judeus tinham sistemas de corte próprios.

## Antiguidade

### Grécia

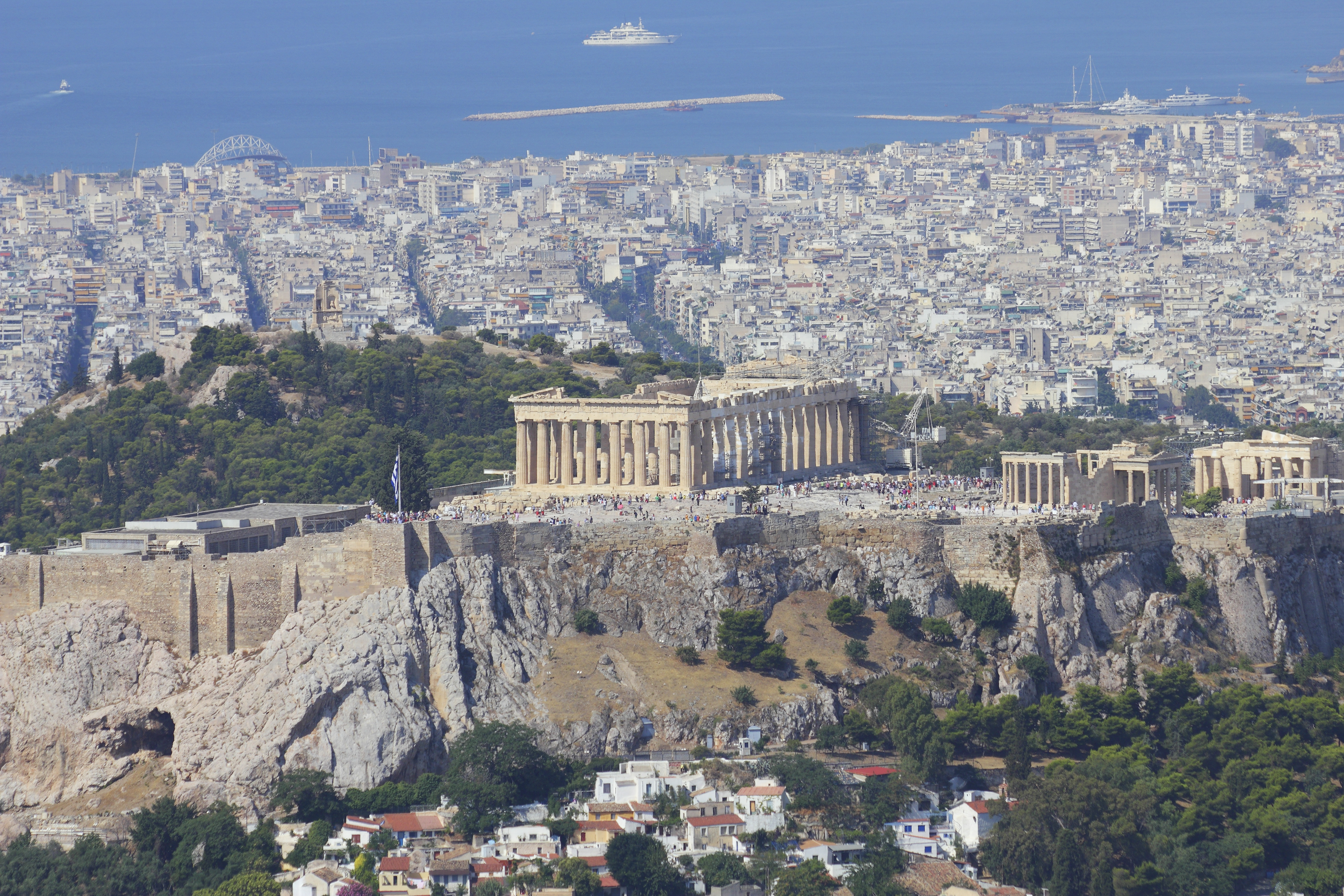
Durante a Grécia Antiga, Atenas era uma importante cidade-estado. Na imagem, a Acrópole

A partir do século VIII a.C., os gregos formaram as chamadas pólis, que eram cidades-estado (cidades autónomas): estas cidades eram economicamente autossuficientes (autarquia); tinham uma massa proporcionada de cidadãos; era nestas cidades que se davam os cultos cívicos, religiosos e aos heróis e tinham leis próprias.

### América
Algumas das mais notáveis cidades-estado da América Central foram: 
Teotihuacán, localizada a vinte e cinco quilômetros ao norte da atual Cidade do México; Copán, localizada em Honduras; Tula (México), uma cidade Tolteca que dominou a região central do atual país do México; Texcoco, uma pequena cidade-estado do México, fundada por volta dos anos 1200 nas margens do (drenado) lago Texcoco, a qual veio a servir de base de planos de ataque dos conquistadores espanhóis à capital de Tenochtitlán (a atual Cidade do México); e ainda no México, a cidade-estado de Tlaxcala, vizinha da cidade-estado de Texcoco (citada acima), e rival invicta da poderosa cidade-estado de Tenochtitlán, o que motivou seus líderes a ajudarem os espanhóis em sua histórica conquista desta cidade-estado, a capital azteca de Tenochtitlán. 

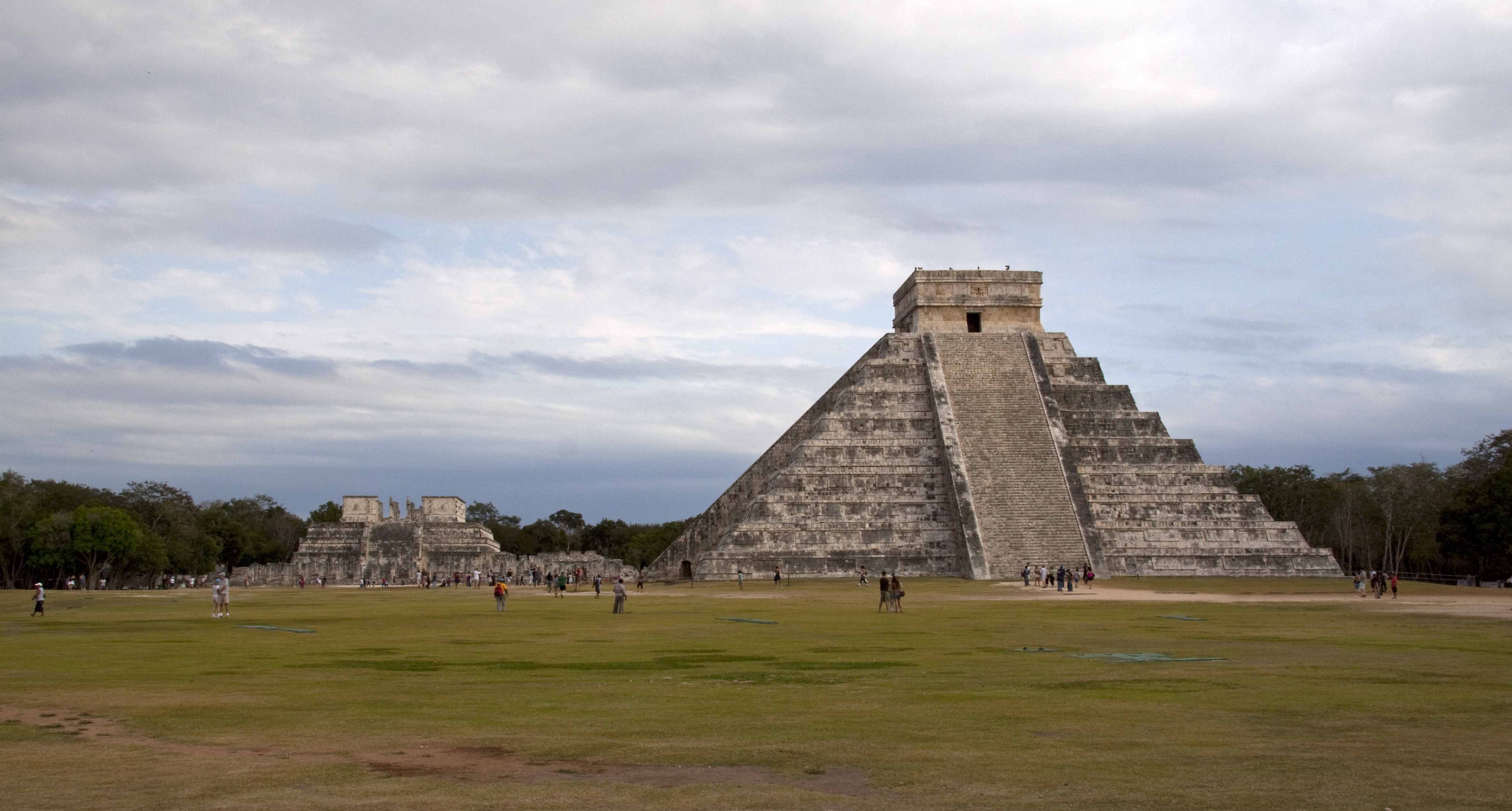
Os maias da Mesoamérica organizavam a sua sociedade em cidades-estado. Na imagem, vista de Chichén Itzá, um dos principais centros do período pós-clássico

É importante notar o papel histórico da jovem Malinche. Malinche, que já era bilíngue antes da chegada dos espanhóis, tendo sido fluente em seu idioma materno, o náuatle (idioma dos astecas, também conhecidos como mexicas) e iucateque (a língua de seus amos, uma das línguas do tronco maia peninsular), facilmente aprendeu também a falar o castelhano uma vez em contato com os espanhóis. Assim, dotada dessas habilidades linguísticas e, depois, adicionalmente, também na condição íntima de amante do conquistador Hernán Cortez, ela veio a auxiliar grandemente na devastadora dominação dos povos das terras da América Central pelos invasores ibéricos. 
Vale notar que algumas destas civilizações da América Central chegaram a manter redes de comércio muito expansivas a se estenderem, por exemplo, até ao Vale de Ohio, ao norte, no atual estado de Ohio (localizado entre os estados de Nova Iorque e Michigan), na fronteira entre os Estados Unidos com o Canadá. Quanto aos limites meridionais destas vastas redes de empreitadas comerciais pelas cidades-estado da América Central, isso ainda não está bem claro e definido. Mas certo é que obtiveram seus conhecimentos de ourivesaria de seus contatos comerciais ao sul. Portanto, é concebível que tenham chegado a alcançar comercialmente, através de povos intermediários, até as grandes civilizações andinas da América do Sul.
Algumas das cidades-estado mais notórias da América do Sul foram Chancai, Cusco, Sipan, Cajamarca e Caral; esta última, supostamente, sendo a mais antiga de todas elas.